# 殺猪盤
殺猪盤（さつちょばん、中国語: 杀猪盘）は、詐欺の一種である。被害者と長期にわたりオンラインで親交を深め、投資詐欺に引き込むという手口を、豚の肥育に例えたものである。もともと中国国内でおこなわれていた詐欺の手法であるが、のちに人身売買により集めた労働力を法の支配の弱い地域に集め、全世界を対象として詐欺を実施する国際的犯罪に成長した。

## 呼称
「殺猪盤」は中国語の呼称であり、被害者と長期にわたりオンラインで親交を深め、投資詐欺に引き込むという手口を、豚（中国語: 猪）の肥育に例えたものである。英語ではこれを訳して pig butchering という。日本語では豚の屠殺詐欺（ぶたのとさつさぎ）、豚殺し（ぶたごろし）、豚の食肉解体詐欺（ぶたのしょくにくかいたいさぎ）、豚の屠畜詐欺（ぶたのとちくさぎ）、豚のぶった切り詐欺（ぶたのぶったぎりさぎ）、ブタは太らせてから殺せ詐欺（ブタはふとらせてからころせさぎ）などとも訳される。
この用語は詐欺師による蔑称としての性質が強く、被害者を苦しめるものであるとして、2024年に国際刑事警察機構は pig butchering の用語の利用を取りやめ、この詐欺を romance baiting と言い換えることを発表した。

## 手口

### 類型
詐欺師はSMSやマッチングアプリなどを通じて、偶発を装い被害者に接触する。その後、長期間のコミュニケーションを通じて被害者との信頼関係を深めていく。この際、魅力的な女性の写真などを用いて被害者を誘惑し、交際などをにおわせる。十分にうちとけた関係を構築できたのち、詐欺師は暗号資産への投資といった、なんらかの投資スキームで大金を稼いでいると触れ込み、被害者にも投資を検討するようもちかける。多くの場合、殺猪盤を実施する詐欺師は、被害者を、信頼できそうな体裁を整えた、偽の投資プラットフォームにアクセスさせる。投資の決済手段としては、追跡が困難である仮想通貨や、デジタル決済プラットフォームが用いられる。被害者が十分な金額を送金すると、詐欺師は被害者との連絡を断つ。アメリカ司法省の捜査によれば、詐欺集団は数十の暗号資産のアカウントや他のトークンを経由することで、資産の行方を辿ることを困難にしていたという。
殺猪盤はロマンス詐欺と金融商品詐欺を組み合わせたものであり、被害者に経済的・精神的苦痛を与える。この手口は金銭的欲望だけでなく、恋愛感情にもつけこむものであるため、被害者は詐欺にあったことを他者に話したり、通報したりすることを恥じ、泣き寝入りすることが多い。

### 組織的スキーム

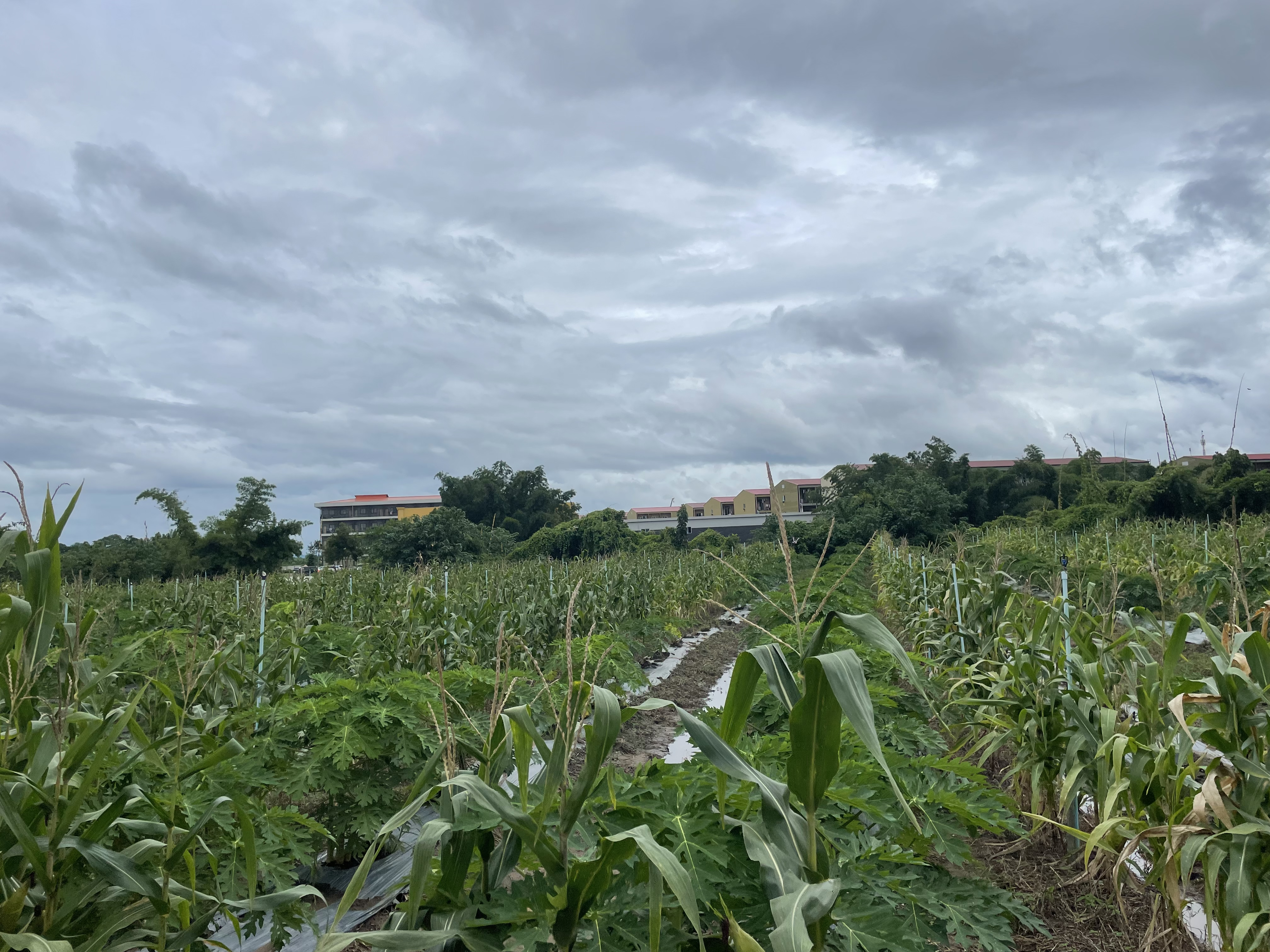
KK園区（ミャンマー・カレン州）。殺猪盤の著名な拠点のひとつとして知られる。

殺猪盤の手口は中国国内で2017年に現れた。中国政府は2021年はじめにこうした暗号資産詐欺を取り締まったが、犯罪組織は詐欺の実行拠点を海外に移すことにより取り締まりを逃れた。こうした詐欺の海外拠点として選ばれた著名な地域としては、カンボジアのシアヌークビルがある。同都市はもともと国内での賭博が違法である中国人向けのカジノ街として栄えていたが、カンボジア政府が賭博規制を強めたこと、COVID-19の流行にともない海外からの旅行者が途絶えたことなどを背景に、殺猪盤の拠点となった。詐欺の拠点はカンボジアからミャンマーやラオスといった地域にも広がっていった。ミャンマーのKK園区とラオスのゴールデン・トライアングル経済特別区がその著名な例であり、2024年3月の記事によればこうした詐欺団地は1000以上にものぼるという。ミャンマーにおいては2021年ミャンマークーデターの影響により国境地域の支配が複雑になり、こうした詐欺に対する取り締まりが十分にできていない。こうした詐欺の拠点は東南アジアに集中するが、ラテンアメリカといった他地域にもこうした詐欺センターが進出しているという報告もある。
こうした詐欺の従事者の多くは、偽の求人に騙され、人身売買の対象となった被害者である。人身売買の撲滅を旨とする非営利組織である Mekong Club の代表である Matt Friedman は、こうした人身売買の被害者を詐欺に従事させるスキームは非常に新しい現象であり、被害者に「二重の苦痛」を与えるものであると論じた。殺猪盤の「加害者」もまた組織から身体的脅迫を受けていることが多く、解放後もトラウマを残す。

## 影響

### 被害
2019年4月27日時点で、中国国内の被害者は876人、被害総額は2億人民元を超えた。アメリカ合衆国内国歳入庁の2023年の報告によれば、殺猪盤の被害がもっとも甚大なのはアメリカであり、米国インターネット犯罪苦情センターには2021年だけで殺猪盤に関する4325件の苦情が寄せられ、国内では4億2900万ドルの損害が発生した。また、オーストラリアの2022年上半期の統計によれば1億3300万ドルの被害が発生している。被害者のうち被害届を提出しているのはおよそ13％であると推計されており、実際の被害はより甚大であると考えられている。テキサス大学オースティン校の金融学教授であるジョン・グリフィンと大学院生のケビン・メイは、2020年1月から2024年2月までの4年間で、殺猪盤に関与する犯罪組織が述べ750億ドル（約11兆円）以上を仮想通貨交換業者に移動させていることを指摘した。
また、国連の報告によれば、オンライン詐欺に関連してミャンマーで12万人、カンボジアで10万人が人身売買の被害にあっている。

### 大衆文化
中国国家語言資源モニタリング・研究センターは、2019年の新語トップ10のひとつとして、「夜経済」「5G元年」などとともに、「殺猪盤」の語を選んだ。2023年には高収入の求人を約束されてミャンマーを訪れた主人公が詐欺師となることを余儀なくされるというあらすじの映画である『孤注一擲』が公開され、5億3288万7725ドルの興行収入を獲得した。